# Targui (dromadaire)
Le Targui est une race de dromadaire originaire d'Algérie, principalement utilisé comme animal de selle et de bât.

## Origine
Le Targui est la race des Touaregs du nord, peuple qui lui a donné son nom ; targui étant le nom arabe des Touaregs. On le trouve à l'extrême sud de l’Algérie, dans le massif du Hoggar (wilaya de Tamanrasset),.

## Description
C'est un animal de couleur claire, gris, aux poils fins et ras. Certains peuvent être tachetés. Il mesure en moyenne 188 cm mais les mâles peuvent atteindre 195 cm. Léger malgré sa taille, il pèse en moyenne 466 kg mais un mâle peut atteindre les 526 kg à l'âge de 7-8 ans. Il a des longs membres, fins et musclés,,,.

## Élevage et production
Le Targui a été élevé à l'origine par les Touaregs comme animal de selle et de bât avec un système d'élevage extensif et nomade dans le Sahara central. Aujourd'hui, il est très apprécié comme méhari, servant à la reproduction et aux courses de dromadaires,.
La chamelle donne naissance à un seul petit qui pèse 32 kg à la naissance. Elle peut produire 1 100 kg de lait durant une lactation pouvant durer 345 jours. Ce lait peut servir à la fabrication de fromages.
La race sert aussi à la production de viande dans sa région d'origine. Bien que sa production et consommation soient marginale à l'échelle du pays, la viande de chameau est très appréciées par les populations sahariennes. C'est une viande plus facile d'accès et meilleur marché que celle des ovins et bovins dans une zone très aride. L'abattoir de Tamanrasset est d'ailleurs le plus grand abattoir du sud algérien et 65,5 % des animaux fournissant de la viande rouge qui y sont abattus, sont d'origine cameline,.

## État de la population
La population exacte du Targui est difficile à évaluer en raison de son élevage extensif (et très mobile) mais la population cameline (toutes races confondues) est en augmentation dans le pays depuis le début du 21e siècle. En effet, depuis 2000, le ministère de l’Agriculture algérien offre une prime pour chaque naissance de chamelon dans le cadre d'un programme de développement de l’élevage camelin mis en place par l’État.